# Galliot du Pré
Galliot du Pré ou Dupré (en latin Galeotus, parfois Galliotus a Prato) est un libraire parisien du XVIe siècle, établi en 1512, mort en avril 1560.
Il était libraire juré de l'Université de Paris, mais n'était pas imprimeur. Il eut d'abord son commerce « en la grand-salle du Palais au second pilier », puis changea vers 1520 pour le troisième pilier, et en 1522 pour le premier pilier. Tout en conservant cette échoppe, il prit à bail le 16 mai 1515 la 32e maison du pont Notre-Dame. Il résilia ce bail le 27 septembre 1522 et alla s'installer rue des Marmousets. Son enseigne et sa marque représentaient une galiote, avec la devise « Vogue la guallee » (ou « la galee »). Il eut aussi comme marque un cheval dans un pré.
Il a été un des libraires parisiens qui ont le plus fait imprimer en son temps, confiant l'ouvrage à des imprimeurs comme Jean de La Roche, Jean Cornilleau (Joannes Cornicularius), Pasquier Le Tellier (Paschasius Le Tellier), Simon de Colines. Il a aussi été un des premiers à solliciter et obtenir un « privilège royal » sur les livres qu'il faisait imprimer et vendait (c'est-à-dire une exclusivité, qui durait trois ans).
On ne lui connaît aucune parenté avec Jean (Ier) du Pré, libraire-imprimeur qui exerça à Paris entre 1481 et 1501 (et Jean II du Pré, sans doute fils du précédent, qui exerça entre 1507 et 1522), pas plus qu'avec Nicolas du Pré (ou des Prés), également libraire-imprimeur parisien, installé avant 1500, mort le 21 août 1523.
La femme de Galliot du Pré s'appelait Geneviève Le Blanc. Ils eurent de nombreux enfants, dont sept connus (cinq fils et deux filles) : Galliot II et Pierre furent libraires, comme leur père ; Denys fut avocat au Parlement ; Jean libraire et relieur.
Il était aussi auteur, en ce sens que, comme beaucoup de libraires des premiers temps de l'imprimerie, il se chargeait lui-même de présenter au public, dans une préface, un avis, une épître dédicatoire (parfois en vers), les livres qu'il éditait.
Dans sa production, on peut relever :
- Le Grand Coustumier de France (1514) ;
- L'Instruction et manière de procéder ès cours du Parlement (1514) ;
- Les Grandes Chroniques de Bretaigne d'Alain Bouchart (1514, puis 1531) ;
- les Mémoires de Philippe de Commynes (1524) ;
- les Annales et chroniques de France de Nicole Gilles (1525) ;
- L'histoire et recueil de la triomphante et glorieuse victoire obtenue contre les séduits et abusés luthériens mécréants du pays d'Alsace et autres, etc. par Nicolas Volcyr de Sérouville (1527)
- les Œuvres d'Alain Chartier (1529) ;
- Les dictz moraux des philosophes de Guillaume de Tignonville (1531) ;
- Libri de re rustica de Caton l'Ancien, Varron, Columelle et Palladius (1533) ;
- Biblia sacra, in-folio (1541) ;
- Les Divines institutions de Lactance Firmian traduites par René Fumé (1542, in-folio) ;
- Tractatus juris regaliorum (1542, in-folio) ;
- Tractatus duo de origine et usu jurisdictionum de Pierre Bertrand (1551).